# Dietmar Geilich
Dietmar Geilich (* 15. Juni 1954 in Görlitz) ist ein ehemaliger deutscher Boxer. 

## Karriere

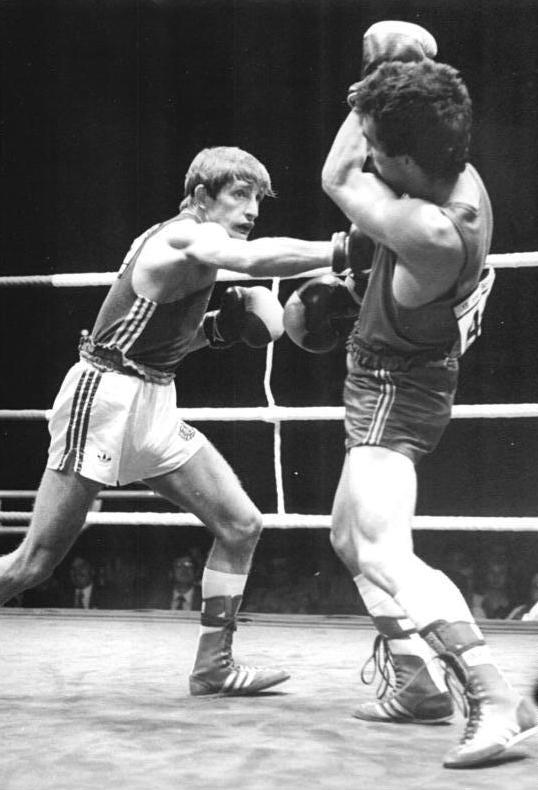
Dietmar Geilich im Kampf gegen den Rumänen Nicolae Crăcium 1982

Geilich erlernte das Boxen bei Motor Görlitz, wechselte 1974 in die ASG Vorwärts Cottbus und 1975 in den ASK Vorwärts Frankfurt. Er wurde 1973, 1975, 1976, 1977, 1979, 1980, 1981 und 1983 jeweils DDR-Meister im Halbfliegengewicht.
Beim internationalen Turnier des Chemiepokal in Halle (Saale) gewann er 1976 und 1981 die Goldmedaille; er schlug dabei in den Finalkämpfen die Kubaner Jesús Ramos und Hipólito Ramos. Zudem gewann er 1978, 1979, 1980, 1982 und 1984 Silber, sowie 1974 Bronze. Das internationale und prestigeträchtige TSC-Turnier in Berlin gewann er 1974, 1979, 1980 und 1981, wobei er in den Finalkämpfen Luis Enrique Ramos, Si Yong-Chol, Pek En-Nam und Nicolae Crăcium bezwingen konnte.
Bei der Europameisterschaft 1975 in Katowice unterlag er im Viertelfinale gegen Remus Cosma und in der Vorrunde der Olympischen Spiele 1976 in Montreal gegen Armando Guevera. Bei der EM 1977 in Halle (Saale) verlor er ebenfalls in der Vorrunde mit 2:3 gegen Václav Horňák.
Dann wurde er 1979 in Köln Vize-Europameister, nachdem er sich gegen Antti Juntumaa, Henryk Pielesiak und Georgi Georgiew durchgesetzt hatte und erst im Finale gegen Schamil Sabirow unterlegen war. Diesem unterlag er auch im Viertelfinale der Olympischen Spiele 1980 in Moskau, nachdem er zuvor Birender Singh und Pedro Nieves besiegt hatte.
1981 in Tampere wiederholte er den Gewinn des Vize-Europameistertitels; nach Siegen gegen Pedro Guerra und Gerard Hawkins, war er im Finale an Iwajlo Marinow gescheitert. Die Weltmeisterschaft 1982 in München beendete er mit dem Gewinn einer Bronzemedaille, nachdem er sich gegen András Rózsa und Masyohi Segawa durchgesetzt hatte, ehe er im Halbfinale gegen Go Yong-Hwan ausgeschieden war.
Bei den Wettkämpfen der Freundschaft in Havanna 1984, einer Gegenveranstaltung der Ostblockstaaten zu den Olympischen Sommerspielen 1984 in Los Angeles, schlug er im Viertelfinale Ochiryn Demberel, verlor im Halbfinale gegen Juan Torres Odelin und gewann damit erneut eine Bronzemedaille. Im selben Jahr wurde er mit dem Vaterländischen Verdienstorden in Bronze ausgezeichnet.

## Sonstiges
Mitte der 1990er Jahre wurde er Boxtrainer beim ESV Frankfurt (Oder).